# Helcogramma ememes
Helcogramma ememes és una espècie de peix de la família dels tripterígids i de l'ordre dels perciformes.

## Morfologia
- Els mascles poden assolir 3,9 cm de longitud total.[3][4]

## Hàbitat
És un peix marí de clima tropical.

## Distribució geogràfica
Es troba des de Kenya fins a les Seychelles i Moçambic.